# TCF23
TCF23 (англ. Transcription factor 23) – білок, який кодується однойменним геном, розташованим у людей на 2-й хромосомі. Довжина поліпептидного ланцюга білка становить 214 амінокислот, а молекулярна маса — 23 309.
| 10         |  | 20         |  | 30         |  | 40         |  | 50         |
| ---------- |  | ---------- |  | ---------- |  | ---------- |  | ---------- |
| MSQRKARGPP |  | AMPGVGHSQT |  | QAKARLLPGA |  | DRKRSRLSRT |  | RQDPWEERSW |
| SNQRWSRATP |  | GPRGTRAGGL |  | ALGRSEASPE |  | NAARERSRVR |  | TLRQAFLALQ |
| AALPAVPPDT |  | KLSKLDVLVL |  | AASYIAHLTR |  | TLGHELPGPA |  | WPPFLRGLRY |
| LHPLKKWPMR |  | SRLYAGGLGY |  | SDLDSTTAST |  | PSQRTRDAEV |  | GSQVPGEADA |
| LLSTTPLSPA |  | LGDK       |  |            |  |            |  |            |

A: Аланін

D: Аспарагінова кислота

E: Глутамінова кислота

F: Фенілаланін

G: Гліцин

H: Гістидин

I: Ізолейцин

K: Лізин

L: Лейцин

M: Метіонін

N: Аспарагін

P: Пролін

Q: Глутамін

R: Аргінін

S: Серин

T: Треонін

V: Валін

W: Триптофан

Кодований геном білок за функцією належить до білків розвитку. 
Задіяний у таких біологічних процесах, як диференціація клітин, міогенез. 
Локалізований у ядрі.